# Битка при Екмюл
Битката при Екмюл (Eckmühl) или Егмюл (Eggmuhl) е първото сражение от Войната на петата коалиция (част от Наполеоновите войни), което противопоставя армиите на Франция и Австрия на 21 и 22 април 1809 г. Въпреки неизгодната ситуация и липсата на подготовка на неговата войска, Наполеон успява да победи ерцхерцог Карл Австрийски и да си отвори път за превземането на Виена.

## Предистория
Войната на петата коалиция е виждана от Австрия като реванш за поражението от 1805 г. Империята извършва сериозни военни реформи, въвежда на практика наборна служба и създава 700-хилядна армия. Тя обаче избързва с обявяването на война преди реформата да е завършила, защото иска да се възползва от ангажирането на наполеоновите армии в Испания. Начело на основните сили (200 000 войници) е поставен братът на император Франц II ерцхерцог Карл, други армии са изпратени на границите с Италия и Варшавското херцогство. Виена успява да си осигури само един надежден съюзник – Великобритания.
В началото на април Карл пресича река Ин, навлиза в Бавария (френски съюзник) и окупира Мюнхен. През това време Наполеон пристига при войските си в района на Улм (също 200 000) и ги заварва отчайващо положение: разпръснати на голямо разстояние, попълнени с голям брой новобранци и чужденци. При това най-добрите му маршали Ней, Султ, Мортие и Мюра са заети в Испания и южна Италия. Той може да разчита само на Бертие (който не оправдава доверието му), Даву, Масена и Лан. Въпреки това с присъщия си гений още при първото разглеждане на ситуацията, той открива път към победата. Според спомените на присъстващите той извиква: „Аз ги държа в ръцете си! След един месец ще сме във Виена!“.

## Ход на битката
Военните сблъсъци започват още в средата на април, тъй като френските части започват да се събират, а австрийците се опитват да им попречат. Най-сериозни са битките при Тойгн-Хаусен (на 19 април) и Абенсберг (на 20 април). Въпреки тях Наполеон успява да разположи силите си, както е желаел и сутринта на 21 април близо до град Ландсхут (южно от Регенсбург) французите започват контраатака. Левият фланг се командва от Даву, центърът с баварските съюзници – от Лан, а десният фланг от Масена. В началото французите отстъпват по брой, на Наполеон изпраща подкрепления. Те закъсняват, за да обхванат австрийците в чувал и армията на ерцхерцог Карл отстъпва в добър ред и запазила бойния си дух. Дава 7000 жертви – малко повече от французите.
Вечерта на същия ден обаче Карл предприема изненадваща контраатака. Негова цел е крилото на Даву, което разполага само с конница и съвсем малко пехота. Маневрата за обхождане на французите не успява, Даву се изтегля при Екмюл и се защитава цяла нощ. На сутринта френският щаб прехвърля войски от другите сектори, доведени от Вандом. Със себе си той носи нареждане до Даву да започне настъпление въпреки малкото си войници. Намерението на императора е да ангажира всички австрийски сили там, след което да удари оголените им флангове. Този ход е така изненадващ, че в ранния следобед австрийците изгубват Екмюл и отстъпват на 2 км по фронта. Вечерта Карл прави последно отчаяно усилие да възстанови властта си над градчето, но кървавата схватка завършва изцяло в негова вреда. Само в този епизод той губи 10 000 души – 6 000 убити и 3 – 4 000 пленени.

## Последици
Общо австрийците губят 50 000 войници и не могат да бъдат равностойни на противниците си. Ерцхерцог Карл се прехвърля с войските си на левия бряг на Дунав и се опитва да защити Регенсбург, но без успех. Отстъплението на австрийците става в добър ред и в началото на май те правят опит да спрат френското настъпление към Виена при Еберсберг. Масена ги отблъсква с цената на много жертви и на 13 май Виена пада. Това в никакъв случай не решава войната, предстоят битките при Асперн-Еслинг и при Ваграм, но преимуществото вече е на страната на Наполеон и той не го изпуска нито за миг до окончателната победа.